# Ogni casa ha i suoi segreti
Ogni casa ha i suoi segreti (Secrets in the Walls) è un film per la televisione del 2010, diretto da Christopher Leitch, con Jeri Ryan e Kay Panabaker. Negli Stati Uniti è stato trasmesso su Lifetime il 24 ottobre 2010 e in Italia su Rai 2 il 13 luglio 2013, all'interno del contenitore Nel segno del giallo.

## Trama
La madre single Rachel Easton si trasferisce in una grande e antica casa di Detroit insieme alle figlie Lizzy e Molly, rispettivamente di 16 e 12 anni; presto nell'edificio cominciano ad accadere degli strani eventi: Molly vede il fantasma di una ragazza e Lizzy viene rinchiusa in un armadio. Inizialmente scettica, Rachel conduce delle indagini, arrivando a scoprire che la casa era abitata, negli anni Cinquanta, dalla diciassettenne tedesca Greta Friedrich e da suo marito Joseph, e che Greta un giorno sparì misteriosamente nel nulla. Spinta dalla collega e sensitiva Belle, la donna cerca Greta in casa, fino a trovare un cadavere murato nello scantinato dove dorme Lizzy. I problemi, però, non sono finiti: Greta s'impossessa del corpo di Lizzy e solo l'amore tra madre e figlia può far tornare lo spirito di Lizzy nel proprio corpo. Risolta la situazione, la famiglia lascia la casa, ma il fantasma di Greta rimane nell'edificio, in attesa dell'arrivo di nuovi inquilini che possano aiutarla ad andarsene.